# Saint-Priest-sous-Aixe
Saint-Priest-sous-Aixe é uma comuna francesa na região administrativa da Nova Aquitânia, no departamento de Alto Vienne. Estende-se por uma área de 23,15 km². Em 2010 a comuna tinha 1 782 habitantes (densidade: 77 hab./km²).